# Transformação de séries de Kummer
Em matemática, especificamente na área da análise numérica, a transformação de séries de Kummer é um método usado para acelerar a convergência de uma série infinita. O método foi inicialmente sugerido por Ernst Kummer em 1837.
Seja
{\displaystyle A=\sum _{n=1}^{\infty }a_{n}}
uma soma infinita cujo valor deseja-se determinar, e
{\displaystyle B=\sum _{n=1}^{\infty }b_{n}}
uma soma infinita com termos comparáveis cujo valor é conhecido. Se
{\displaystyle \lim _{n\to \infty }{\frac {a_{n}}{b_{n}}}=\gamma \neq 0}
então A é mais facilmente determinado como
{\displaystyle A=\gamma B+\sum _{n=1}^{\infty }\left(1-\gamma {\frac {b_{n}}{a_{n}}}\right)a_{n}=\gamma B+\sum _{n=1}^{\infty }a_{n}-\gamma b_{n}.}

## Exemplo
O método é aplicado para acelerar a fórmula de Leibniz para π:
{\displaystyle 1\,-\,{\frac {1}{3}}\,+\,{\frac {1}{5}}\,-\,{\frac {1}{7}}\,+\,{\frac {1}{9}}\,-\,\cdots \,=\,{\frac {\pi }{4}}.}
Primeiro são agrupados termos em pares como
{\displaystyle 1-\left({\frac {1}{3}}-{\frac {1}{5}}\right)-\left({\frac {1}{7}}-{\frac {1}{9}}\right)+\cdots }
{\displaystyle \,=1-2\left({\frac {1}{15}}+{\frac {1}{63}}+\cdots \right)=1-2A}
onde
{\displaystyle A=\sum _{n=1}^{\infty }{\frac {1}{16n^{2}-1}}.}
Com
{\displaystyle B=\sum _{n=1}^{\infty }{\frac {1}{4n^{2}-1}}={\frac {1}{3}}+{\frac {1}{15}}+\cdots }
{\displaystyle \,={\frac {1}{2}}-{\frac {1}{6}}+{\frac {1}{6}}-{\frac {1}{10}}+\cdots }
que é uma soma telescópica com resultado 1⁄2.
Neste caso
{\displaystyle \gamma =\lim _{n\to \infty }{\frac {\frac {1}{16n^{2}-1}}{\frac {1}{4n^{2}-1}}}={\frac {4n^{2}-1}{16n^{2}-1}}={\frac {1}{4}}}
e a transformação de Kummer fornece 
{\displaystyle A={\frac {1}{4}}\cdot {\frac {1}{2}}+\sum _{n=1}^{\infty }\left(1-{\frac {1}{4}}{\frac {\frac {1}{4n^{2}-1}}{\frac {1}{16n^{2}-1}}}\right){\frac {1}{16n^{2}-1}}.}
Esta é simplificada como 
{\displaystyle A={\frac {1}{8}}-{\frac {3}{4}}\sum _{n=1}^{\infty }{\frac {1}{(16n^{2}-1)(4n^{2}-1)}}}
que converge muito mais rapidamente que a série original.